# Henry Seiling
Henry Seiling (1872-¿?) era un deportista del tira y afloja de los Estados Unidos. En los Juegos Olímpicos de San Luis 1904, formó parte del equipo que ganó la medalla de oro en este deporte. Su hermano, William Seiling, también compitió en el torneo, tomando la medalla de plata.